# 阿部一二三
阿部 一二三（あべ ひふみ、1997年〈平成9年〉8月9日 - ）は、日本の柔道家。兵庫県神戸市出身。階級は66kg級。身長167cm。組み手は右組み。得意技は背負投、袖釣込腰。兄が一人おり、3歳年下の妹である阿部詩も52kg級で活躍している。2018年の世界選手権では兄妹同時に世界チャンピオンとなり、2021年開催の東京オリンピックでも同日に兄妹で金メダルを獲得した。

## 経歴

### 小学生時代
6歳の時にテレビで柔道を見て「かっこいい」と思ったことがきっかけで、兵庫少年こだま会において柔道を始めた。最初のうちは練習に行きたくないと壁にへばり付いて駄々をこねるなどよく怖がって泣いていたことから、2歳年上の兄も一緒に道場へ付き添っていたものの、そのうち泣かなくなると兄は辞めていった。
妹の詩によると、長兄は3人兄弟の中でもっとも柔道センスがあると言われていたが、中学入学後は水球の道へ進んだ。
神戸市立和田岬小学校2年の時に同学年の女子選手の鍋倉那美に投げられて負けたのが悔しくて、消防士の父親と本格的なトレーニングに取り組むようになった。近所の公園で重さ3kgのメディシンボールを横や後ろに投げて体幹を鍛えるなどすると、技の切れも増していったという。それでも鍋倉に勝てず悔し涙を流していたこともあって、鍋倉に勝利するために信川厚が柔道部の監督を務める神港学園神港高校へも出稽古に赴くことになった。
また、小学校5年の時には後に妹も世話になる松本純一郎からパワーに頼らない基本に忠実な柔道の指導を受けたことで、強さの下地がつくられたともいう。
その後、鍋倉と引き分けることもあったが、ついに勝つまでには至らなかった。また、全国少年柔道大会や全国小学生学年別柔道大会など全国大会への出場も果たせなかった。

### 中学時代
神戸生田中学へ入学してから頭角を現すと、2年の時には全国中学校柔道大会55kg級で優勝を飾った。3年の時には60kg級に出場してオール一本勝ちで2階級制覇を達成した。さらにアジアユースでも優勝した。この時点ですでに将来の日本代表エース候補とみなされていた。

### 高校1年
小学生の時から指導を受けていた神港学園神港高校へ進学すると、66kg級に階級をあげた。
入学当初は全国レベルの強豪校と言えない神港高校へ行ったことで潰れるとの風評も立てられた。しかし、全ての練習が阿部中心に組まれる阿部シフトの下で順調に力を付けて行くことになった。
1年の時には全日本カデで優勝を果たして、17歳以下の世界一を決める世界カデに出場するが、決勝でグルジアのコバ・ムチェドリシビリに技ありで敗れた。
全国高校選手権には66kg級が設置されていないことから1階級上の73kg級に出場すると、決勝でバルセロナオリンピック71kg級金メダリストの古賀稔彦の長男である大成高校1年の古賀颯人に技ありを先取されるも、その直後に小外刈で逆転勝ちして優勝を飾った。

### 高校2年
2年になると、4月の全日本カデで2連覇を果たした。
8月のインターハイでは6試合全てを一本勝ちして優勝を飾った。今大会での圧倒的な勝利に全日本代表監督の井上康生は「高校生（のレベル）を凌駕している」、代表コーチの鈴木桂治も「ちょっと半端じゃない勝ちっぷり」と称賛した。
続くユースオリンピックではオール一本勝ちで優勝を成し遂げた。
9月の全日本ジュニアでも優勝を成し遂げた。
10月の世界ジュニアでは初戦で前年の60kg級で優勝した韓国のアン・バウルを指導1で破るなどして決勝まで進むと、3歳年上であるロシアのエゴール・ムグドシャンと対戦して先に技ありと有効を取って大きくリードしながらも、終盤に技ありを立て続けに取られて合技での逆転負けを喫して2位に終わった。団体戦では決勝のグルジア戦をはじめ、全試合に勝利してチームの優勝に貢献した。
11月の講道館杯では決勝で日体大2年の西山祐貴を技ありで破り、石井慧以来10年ぶり4人目の高校生での優勝を成し遂げた（高校2年での優勝は史上初）。
12月のグランドスラム・東京では準々決勝で世界選手権3位であるウクライナのゲオルグリー・ザンタラヤを技ありで破ると、準決勝では世界選手権を3連覇しているパーク24の海老沼匡と対戦して、先に有効を取られるも終盤に技ありを取り返して優勢勝ちを収める金星を挙げた。決勝でもイスラエルのゴラン・ポラックを有効で破り、男子では史上最年少となる17歳118日にしてグランドスラム大会を制覇することになった。優勝インタビューで阿部は「うれしいです。準決勝は一番やりたかった世界チャンピオンの海老沼さんに勝てて自信になりました。（きょうの柔道に点数を付けると）100点ですね」と語った。
かくの如き活躍に対して阿部は、小学生時代から教わっていた気心の知れた指導者のいる地元の神港学園高校へ進学したからこそこれだけの成績を残せたと語っている。また、筋肉が硬くなってケガをしやすくなるとの理由からウェイトトレーニングは行わず、柔道に必要な筋力は普段の練習で身に付けているという。
2015年2月にはグランプリ・デュッセルドルフに出場するが、3回戦で2014年のアジア大会で優勝したモンゴルのダワードルジ・トゥムルフレグに技ありで敗れた。

### 高校3年
3年になると、4月の選抜体重別では準決勝で東海大学4年の髙市賢悟に後袈裟固で敗れて3位に終わった。
7月にはグランプリ・ウランバートル決勝で地元のダワードルジと対戦すると、技ありを先行しながら逆転の一本負けを喫して2位にとどまった。なお、JOCからネクストシンボルアスリートに選ばれた。
8月のインターハイでは昨年に続いて6試合全てで一本勝ちして2連覇を成し遂げ、自身18回目の誕生日を勝利で飾ることになった。
10月のグランプリ・タシュケントではオール一本勝ちで優勝を飾った。なお、この際にIJFから神童と評された。
しかしながら、11月の講道館杯では準々決勝で天理大学4年の丸山城志郎に巴投げで有効を取られて3位に終わり、2連覇はならなかった。これによりグランドスラム・東京にも来春のヨーロッパ遠征にも選ばれず、リオデジャネイロオリンピック代表は非常に厳しくなった。

### 大学1年
2016年4月には日体大に進学した。
その直後の選抜体重別では準決勝で海老沼と対戦して技ありと有効を取ると、さらには背負落で投げて完勝した。決勝でも昨年の講道館杯で敗れた丸山を指導2で破って今大会初優勝を飾るも、過去の実績から海老沼がリオデジャネイロオリンピック代表に選出された。しかしながら、試合後の強化委員会では阿部が海老沼を終始圧倒したことから海老沼の代表に疑問を呈する声が、強化委員長の山下泰裕を始めとした複数の強化委員から上がった。阿部の今後の伸びしろを考慮して、チャンスを与えるためにアジア選手権やワールドマスターズなど残りの国際大会に出場させて、様子を見た上で代表を改めて決定すべきだとの声も出た。海老沼のように過去の実績で代表にほぼ内定していたような選手でも、今大会であまりにも酷い負け方をした場合は事実上の内定を取り消すことを提案した強化委員もいた。なお、その後の稽古で左膝靱帯を損傷したために、アジア選手権の出場を取り止めた。
7月のグランドスラム・チュメニでは準決勝でパーク24の竪山将を技ありで破ると、決勝では地元ロシアのアンザウル・アルダノフに指導1を先取されるも技ありで逆転勝ちして優勝を飾った。
11月の講道館杯では準々決勝で明治大学4年の橋口祐葵に袖釣込腰で敗れるなどして7位にとどまった。
12月のグランドスラム・東京では決勝で橋口を背負落で破って講道館杯の雪辱を果たして、今大会2年ぶり2度目の優勝を飾った。なお、妹の詩も52kg級で2位となり、兄妹でのメダル獲得となった。
2017年2月のグランドスラム・パリでは準決勝までオール一本勝ちすると、決勝ではアルダノフを攻めあぐねたものの終了間際に袖釣込腰で技ありを取って優勝を果たした。

### 大学2年
2年の時には4月の選抜体重別決勝で過去2戦2敗の髙市を大外刈で破ったのを始め、オール一本勝ちして大会2連覇を飾り、世界選手権代表に選出された。なお、日本スポーツ振興センター（JSC）による海外における強化活動の支援対象に、柔道選手としてコマツの芳田司とともに選ばれた。
5月から2ヶ月ほどリオデジャネイロオリンピック金メダリストであるイタリアのファビオ・バシレが日体大に練習に来ていたが、乱取りには応じようとしなかったという。世界選手権前の合宿ではリオデジャネイロオリンピック73kg級金メダリストである旭化成の大野将平と乱取りするが、何度も投げられて結局一度も大野を投げることができなかった。それでも以前よりは大野相手にマシな稽古が積めるようになったという。
8月の世界選手権では3回戦で技あり3つを取って優勢勝ちした以外は、準々決勝で受けが強いことで知られるザンタラヤに技あり2つを取った後に背負投で完勝するなど全て一本で決勝まで勝ち上がると、ロシアのミハイル・プリャエフを袖釣込腰で破って20歳にして世界チャンピオンとなった。大会前に公言していたオール一本勝ちでの優勝はならなかったが、6試合のうち5試合で一本勝ちとなった。試合後のインタビューでは、「研究されても、その上をいく選手にならないといけない。何をされても絶対に負けない強さを身につけたい」とコメントした。なお、IJFは阿部の優勝に関して、「東京2020の顔が、柔道界の新たな顔になった」と評した。また、男子代表監督の井上は阿部について、「古賀さん以来のスーパースター。全世界に存在感をアピールできたと思う」、「彼が大きく輝くのは東京五輪。もっと伸ばせる要素があり、成長していける」と語った。日体大柔道部の部長で65kg級の元世界チャンピオンである山本洋祐は、「10年に一人の逸材。古賀、野村に続く選手。投げるタイミング、投げる技術、身体的な能力、バランス、すべてを兼ね備えている」と述べている。今大会優勝したことで初めて世界ランキングが1位になった。
10月の体重別団体では出場した3試合全てで一本勝ちするも、チームは準決勝で東海大学に敗れて3位だった。
12月のグランドスラム・東京では準々決勝で過去2戦2敗だったダワードルジをGSに入ってから技ありで破ると、準決勝でも国士舘大学4年の磯田範仁を背負投、決勝では丸山を大内刈でそれぞれ破って、52kg級で優勝した妹の詩との兄妹優勝を果たした。世界選手権と今大会で優勝したために、規定により2018年の世界選手権代表が内定した。なお、2017年の世界ランキング年間1位となり、5万ドルのボーナスを獲得した。
2018年1月にはドイツやオーストリアへ3週間ほどの単独武者修行に出向いた。また、カヌー競技においてライバルの飲み物に禁止薬物を混入した事件を受けて、「海外の選手が僕の飲み物に何か入れてくる可能性がなくはない。気をつけたい」とコメントした。
3月のグランドスラム・エカテリンブルグでは決勝で地元ロシアのヤクーブ・シャミロフを袖釣込腰の技ありで破って優勝した。

### 大学3年
3年の時には、4月の体重別はすでに世界選手権代表が内定していたために出場しなかった。大会後、世界選手権代表が正式に決まった。なお、妹の詩も世界選手権52kg級代表に選ばれた。過去に兄弟での世界選手権同時出場はあったが、兄妹での同時出場は史上初となる。一方、野村忠宏が設立した「Nextend（ネクステンド）」とマネジメント契約を結んだ。大学在学時にマネジメント業務を委託した初めての柔道選手となった。
7月のグランプリ・ザグレブでは準々決勝でモンゴルのドフドン・アルタンスフに開始早々の肩車で敗れるも、その後の敗者復活戦を勝ち上がって3位になった。なおこれにより、2015年10月のグランプリ・タシュケント初戦に勝利して以来続いてきた国際大会での連勝記録が34で止まった。また、2015年7月のGPウランバートル決勝でダワードルジに敗れて以来続いてきた対外国選手の連勝記録は29でストップした。試合後には、「これが世界選手権じゃなくてよかった。まだまだ強くなる。世界選手権で最高のパフォーマンスができる」とコメントした。今大会では低い姿勢から繰り出される肩車や横落に反応しきれなかったために、その点の課題克服にも取り組むことになった。
9月にはJOCとシンボルアスリートの契約を結んだ。世界選手権では準々決勝でザンタラヤを合技、準決勝ではアンをGSに入ってから技ありでそれぞれ破った。決勝ではカザフスタンのエルラン・セリクジャノフを内股で破って2連覇を達成した。妹の詩も優勝したことから、史上初の兄妹同時優勝となった。試合後のインタビューでは次のように語った。「自分は一本を取る柔道だが、状況に合わせて勝ち切れた。一つの成長だと思う。2連覇をすること以上に兄妹での優勝が目標だった。記録をつくれて良かった。妹が先に優勝し、より覚悟を持って決勝に臨めた」「東京五輪も同じ日に（試合が）あると思う。五輪できょうだい優勝したい思いが、より強くなった」。一方、IJFの実況を務める元世界チャンピオンのニール・アダムスは、「間違いなく最高のテクニシャンであることを証明した。すべての柔道家が見習う手本だ」と阿部を称賛した。なお、今大会で兄妹優勝したことにより、52kg級の妹と同時に世界ランキング1位になった。
10月の体重別団体では準々決勝と準決勝で貴重な一本勝ちを収めてチームを決勝へ押し上げると、筑波大学戦では田川兼三と引き分けたものの、2勝2分の成績でチームの初優勝に貢献した。
11月のグランドスラム・大阪では準決勝まで全て一本勝ちするも、決勝では丸山にGSに入ってから巴投げで技ありを取られて2位に終わった。これにより、昨年に続く世界選手権代表内定はならなかった。なお、2年連続で世界ランキング年間1位となり、1万ドルがIJFから授与された。
2019年2月のグランドスラム・パリを前に今年は負けなしでいきたいと語っていたが、その初戦で世界ジュニアチャンピオンであるイタリアのマヌエル・ロンバルドに肩車で技ありを2つ取られて一本負けを喫した。なお、ロンバルドはイタリア代表チームのゼネラルマネージャーである村上清が秘密兵器と考えていた選手だった。試合後には、「思っていた以上に相手が研究してきている。自分の技が全然かからない」「もう負けは許されない。もっと強くならないといけない」とコメントした。

### 大学4年
4月の体重別では決勝で丸山に13分23秒もの戦いの末に浮技の技ありで敗れて2位にとどまるも、世界選手権代表には選出された。なお、JOCより引き続きシンボルアスリートに選出された。
8月に東京で開催された世界選手権では準々決勝の技あり以外は全て一本勝ちして準決勝で丸山と対戦すると、指導2でリードして優勢に試合を進めながらもGSに入ってから浮技の技ありで敗れて、今大会3連覇はならなかった。3位決定戦ではロンバルドにGSに入ってから一旦は返し技で一本を取られるも、それがなぜか取り消しになると、その直後に釣腰を決めて一本勝ちして3位となった。しかし、この試合はロンバルドの一本勝ちであったとの声も上がった。なお、3回戦で中国の選手と対戦した際に頭突きを食らって右目を負傷したが、これが丸山に敗れた原因ではないという。大会後に、「悔しい。妹は優勝で自分は3位。兄として情けない」とコメントした。妹が2連覇を達成したことについて、「今日はお兄ちゃんとして情けないのはあったけど、柔道家としてあのプレッシャーの中で勝つのはすごい。心の底からおめでとうと言いたい」と述べた。一方で妹は、「お兄ちゃんが負けたのは悔しいけど、まだ道はあると思う。もう一度私を引っ張ってもらえる存在になってほしい」と思いやった。9月には兄妹揃ってアディダスと契約を結んだ。
11月のグランドスラム・大阪では準決勝で國學院大學2年の相田勇司を背負投で破ると、決勝では世界チャンピオンとなった丸山をGSに入ってから支釣込足の技ありで破って優勝した。今大会優勝したことで、丸山の東京オリンピック代表内定を阻止する格好となった。
2020年2月のグランドスラム・デュッセルドルフでは準決勝でブルガリアのボジダル・テメルコフと対戦した際に帯下を掴みながら大内刈で2度投げたことにより指導2を取られるも、GSに入ってから大外返の技ありで破ると、決勝ではジョージアのバジャ・マルグベラシビリを大腰で破って優勝した。なお、優勝直後の場内アナウンスでは2度も妹の詩と読み間違われた。

### 社会人時代
4月からはパーク24の所属となった。体重別では東京オリンピック代表をかけて丸山と最終決戦になるはずだったが、新型コロナウイルスの影響によりオリンピック自体が1年延期されるとともに、今大会も延期される事態となった。5月に全柔連は常務理事会と強化委員会を開いて、1年延期になった東京オリンピックでは唯一代表が決まっていない66kg級の代表選考方式に関して、結論を先送りすることを確認した。場合によっては来年の選抜体重別まで選考が延期される可能性も示唆された。その後、12月に開催予定のグランドスラム・東京が代表決定の最終選考になることが決まったものの、今大会もコロナウイルスの影響で中止となったため、13日に異例となる丸山とのワンマッチにより代表決定を行う方針となった。なお、この試合は、10月の講道館杯60kg級決勝戦での審判団の判断ミスを受け、ブルー柔道衣が採用されるが、全柔連主催の国内試合では初となる。その対戦では、両者互いに牽制し合い決定打となる技が出せず24分もの長期戦となるも、最後は丸山から大内刈で技ありを奪い勝利して、妹の詩とともに兄妹での東京オリンピック代表が内定した。試合後、次のようにコメントした。「気持ちと気持ちのぶつかり合いだと思っていた。絶対に引かない、という思いで戦いきった。やっと自分の夢（五輪で優勝）へのスタートラインに立てた。オリンピック選考（の決定戦）があったことで、二回りも成長でき、さらに強くなれたと思う」また、先に代表内定を決めていた妹に対しては、「本当、お待たせという感じで」とも語った。これを受けて妹の詩は「おめでとう。尊敬します」「もっと上を目指し2人で優勝します」と述べた。なお、この試合を生中継していたテレビ東京は、試合時間が長引いたこともあって正規の時間内で放映が収まらず、途中で中継を打ち切ってしまった。そのため視聴者の多くは、同じくテレビ東京がYouTubeで配信していた生中継の方へ駆け込む形となった。この事態に対してテレビ東京側は、想定以上の大熱戦になってしまったとして、視聴者に謝罪した。
2021年4月のグランドスラム・アンタルヤでは決勝でスペインのアルベルト・ガイテロ＝マルティンを技ありで破って優勝した。6月にはオリンピックに向けて、「妹がしっかり自分の力を出し切って金メダルを取って、僕も力を出し切って金メダルを取れば、きょうだいで金メダル獲得になる。お互いが100%、それ以上の力を出してやるべきことをやって、きょうだいで金メダルを取りたい」と語った。7月に日本武道館で開催された東京オリンピックでは準決勝で伏兵であるブラジルのダニエル・カルグニンを一本背負投で破ると、決勝ではマルグベラシビリを技ありで破ってオリンピック初優勝を飾った。直前に妹も優勝していたため、史上初のオリンピック兄妹同時優勝を果たすこととなった。優勝後のインタビューでは次のように語った。「本当にすごく大変な時期に五輪開催をして頂いて、僕たち選手はありがたいですし、僕自身、初めての五輪で金メダルを獲れて、史上初、きょうだいで同日優勝という目標も達成できたのは、自分一人でなく、すごく支えてもらっている周りの方々、いつも応援してくれる方々、たくさんの人たちがいると思うので、これからもオリンピックチャンピオンという名に恥じないように頑張るので、これからも応援よろしくお願いします」。東京オリンピック混合団体では銀メダルだったが、選手登録されていただけで、実際の試合には一度も出場しなかった。
2022年4月の体重別では決勝で丸山に反則勝ちして優勝した。これにより世界選手権代表に選出された。7月のグランドスラム・ブダペストでは準決勝でフランスのワリド・キヤーを大内刈、決勝でウズベキスタンのラヒムジョン・スボノフを合技で破るなど、オール一本勝ちして優勝した。10月の世界選手権では決勝で丸山を技ありで破って3度目の優勝を飾った。妹の詩も優勝したため、2018年以来2度目となる世界選手権での兄妹同時制覇となった。12月のグランドスラム・東京は世界選手権からの試合間隔が短いために、中長期的な視野を踏まえた上で回避することに決めた。その後の強化委員会で2023年の世界選手権代表に決まった。
2023年5月の世界選手権では準々決勝でマルグベラシビリを合技、準決勝でキヤーを袖釣込腰で破ると、2年連続の決勝対決となった丸山戦では10分以上の戦いの末に反則勝ちして4度目の優勝を飾った。妹も優勝したため、世界選手権では3度目となる兄妹優勝となった。6月には姫路市で自身の名が冠された小学生向けの柔道教室及び大会である「ABE CUP」が初開催された。今後は海外での開催も視野に入れているという。同じく6月には全日本柔道連盟が3月に、強化システムに関する規定を改正したことで世界選手権優勝などの実績で2番手以下に大差を付けたとの評価で審議にかけられ、採決なしで承認されて、パリオリンピックの代表に本番1年1カ月前という柔道界では史上最速で妹の詩ら計4人同時に内定した。東京五輪は男女全14階級で最も遅い内定だったが、世界選手権決勝で丸山との直接対決を制し、男子では唯一の最速内定となった。12月のグランドスラム・東京では決勝でモンゴルのヨンドンペレンレイ・バスフーを大外刈で破って優勝した。妹も優勝したため、兄妹優勝となった。また今回の試合は同月3日開催だったため、優勝インタビューでは「一二三の日になりました。圧倒的に勝つという目標に対して空回りせず落ち着いてできた」と語った。
2024年3月のグランドスラム・アンタルヤでは決勝でタジキスタンのヌラリ・エモマリを大内刈で破るなどオール一本勝ちして優勝した。7月のパリオリンピックでは金メダルを獲得し、日本人8人目となるオリンピック2連覇を成し遂げた。混合団体では決勝のフランス戦で73kg級銀メダリストのジョアン＝バンジャマン・ガバに一本負けを喫すると、その後チームも敗れて2位にとどまった。
オリンピック以来の大会となった2025年4月の体重別では、準決勝で日体大3年の小野日向との対戦を左肘のケガで棄権した。しかし、これまでの実績から世界選手権代表に選ばれた。続いて全日本選手権に推薦で初出場を果たすと、初戦で81kg級の選手である山形県警の佐藤佑治郎を背負投で破るも、2回戦で180cmで120kgある日本製鉄の鈴木太陽に大内返で敗れた。
6月の世界選手権では準々決勝でタジキスタンのオビド・ジェボフに内股すかしで一本負けを喫して、2019年のグランドスラム・パリでロンバルドに敗れて以来、5年ぶりに同階級の外国人選手に敗れることとなった。しかし、その後の敗者復活戦を勝ち上がって3位は確保した。

## 世界ランキング
IJF世界ランキングは4700ポイント獲得で2位（2025年6月2日現在）。
- 世界ランキングの年度別変遷

|      | 2014年 | 2015年 | 2016年 | 2017年 | 2018年 | 2019年 | 2020年 | 2021年 | 2022年 | 2023年 | 2024年 |
| ---- | ------ | ------ | ------ | ------ | ------ | ------ | ------ | ------ | ------ | ------ | ------ |
| 順位 | 33     | 18     | 6      | 1      | 1      | 8      | 3      | 6      | 4      | 4      | 2      |

（出典、JudoInside.com）

## 人物
- 憧れの柔道家は、オリンピックの60kg級で3連覇を果たした野村忠宏[11]。
- 一二三（ひふみ）という名前は「一歩一歩進んでいってほしい」という両親の思いから名付けられた[149]。
- 試合前に赤パンツを履くのが子供の時からのルーティンとなっている[7][150]。
- 小学生時代は鍋倉那美に結果として1度も勝てなかったが、その悔しさをバネに世界チャンピオンにまでなったので、今の自分があるのも鍋倉のおかげだと世界選手権初優勝直後に出演したテレビ番組の『とくダネ！』で語っている[7]。なお、小学生時代は鍋倉のことを「那美ちゃん」と呼んでいたが、その後は「鍋倉」と呼ぶようになった[151]。
- 2020年東京オリンピックに妹の詩と兄妹代表になれば同じ日の試合に出場することになるので、兄妹同時金メダルの獲得を狙っている。さらには憧れである野村が達成したオリンピック3連覇を上回る4連覇を目標に掲げている[149][150][152]。実際に兄妹同時金メダルを達成した[119]。
- 好きな言葉は、「努力は天才を超える」[149]。
- 愛称は「柔道界のひふみん[1]」。2020年東京オリンピックで金メダルを獲得した際には、将棋棋士の加藤一二三本人から祝福のコメントが寄せられた[153]。
- 東京オリンピック柔道男子66kg級において金メダルを獲得した功績をたたえ、2021年12月9日に母校の日本体育大学世田谷キャンパス前に記念のゴールドポスト（第19号）が設置された（ゴールドポストプロジェクト[154]）。

## 柔道スタイル
右組みからの背負投や体落、袖釣込腰などを得意とする。多くの日本人選手は2本持った状態で組み手の攻防を経てから技に入る傾向にあるが、阿部の場合は長時間2本持って組み合う事はせず、片手（右組みなので主に左手一本）の状態から技に入ると同時に残った手で相手を制し、瞬時に投げ切る居合抜きのような技が持ち味である。本人によれば、子供の頃から取り組んできた背負投こそがメインの技であり、そこから発展していったのが袖釣込腰や背負落風の体落であるという。
また、小学生の時からチューブやメディシンボールなどでインナーマッスルを鍛えてきたこともあって体幹の強さには自信を持っている。そのため多少無理な態勢からでも担ぎ技などを仕掛けることができる。袖釣込腰の名手で知られたシドニーオリンピック81kg級金メダリストの瀧本誠も驚嘆するような仕掛けを繰り出して見せる。小さい頃から野村忠宏に憧れていたこともあり、野村の背負投の入り方などを特に研究して、そのための打ち込みなどの基本練習を小学生時代に徹底したことが後に技の切れを存分に発揮することにつながった。
さらには、それまで得意にしていた相手の懐に入り込んでのしゃがみこみの背負投が、高校1年の時に出場した世界カデの決勝において上背のある外国選手に通用しなかったことを契機に、高い姿勢からでも入れる背負投を本格的に身に付けていった。当の野村は阿部の高く入る背負投について、理にかなっていない強引でへたくそな技だとしながら、にもかかわらず決めることができるのは凄いことだとコメントしている。なお、接近戦に強さを発揮するダワードルジ（モンゴル）にも接近戦から技を仕掛けることができたので、そのような戦法にもある程度の自信を有している。練習の中で付けていく柔道力こそが必要だと考えているので、ウェイトトレーニングは行っていない。
阿部をサポートする強化スタッフの岡田隆は、阿部の筋肉に無駄は一切なく肩や体幹は世界トップレベルの強さであり、おまけにケガもしにくい体質だと指摘している。また、他の日本選手と違いリミッター（制御装置）がきれているので力を出し切る能力に長けているとの説明も加えた。一方、寝技が嫌いであまり練習をしてこなかったが、大学に入ってからは柔道の幅を広めるためにきっちり取り組むようになった。
なお、ロンドンオリンピック57kg級金メダリストの松本薫によれば、阿部は肩甲骨や肋骨などの骨格が堅固で瞬発力に秀でており、柔道をするために生まれてきたと言ってもいい天性の特徴を有しているという。そのため、相手よりコンマ1秒先に反応できて、相手の重心を崩しながら体を浮かして腰に乗せるのが非常に巧いので、得意技の袖釣込腰や背負投などの担ぎ技を活かし易い。爆発的な力を生み出せるのは、強固な体幹から生み出されるパワーの伝え方が優れているのも要因だという。

## 戦績
- 2011年
  - 全国中学校柔道大会 優勝（55kg級）

60kg級での戦績
- 2012年
  - ブレーメンカデ国際 優勝
  - 全日本カデ 2位
  - 全国中学校柔道大会 優勝
  - アジアユース 優勝

66kg級での戦績
- 2013年
  - 全日本カデ 優勝
  - 世界カデ 2位
- 2014年
  - 全国高校選手権 優勝（73kg級）
  - 全日本カデ 優勝
  - インターハイ 優勝
  - ユースオリンピック 優勝
  - 全日本ジュニア 優勝
  - 世界ジュニア 個人戦 2位 団体戦 優勝
  - 講道館杯 優勝
  - グランドスラム・東京 優勝
- 2015年
  - 体重別 3位
  - グランプリ・ウランバートル 2位
  - インターハイ 優勝
  - グランプリ・タシュケント 優勝
  - 講道館杯 3位
- 2016年
  - 体重別 優勝
  - グランドスラム・チュメニ 優勝
  - 講道館杯 7位
  - グランドスラム・東京 優勝
- 2017年
  - グランドスラム・パリ 優勝
  - 体重別 優勝
  - 世界選手権 優勝
  - 体重別団体 3位
  - グランドスラム・東京 優勝
- 2018年
  - グランドスラム・エカテリンブルグ 優勝
  - グランプリ・ザグレブ 3位
  - 世界選手権 優勝
  - 体重別団体 優勝
  - グランドスラム・大阪 2位
- 2019年
  - 体重別 2位
  - 世界選手権 3位
  - グランドスラム・大阪 優勝
- 2020年
  - グランドスラム・デュッセルドルフ 優勝
- 2021年
  - グランドスラム・アンタルヤ 優勝
  - 東京オリンピック 優勝
  - 東京オリンピック混合団体 2位
- 2022年
  - 体重別 優勝
  - グランドスラム・ブダペスト 優勝
  - 世界選手権 優勝
- 2023年
  - 世界選手権 優勝
  - グランドスラム・東京 優勝
- 2024年
  - グランドスラム・アンタルヤ 優勝
  - パリオリンピック 優勝
  - パリオリンピック混合団体 2位
- 2025年
  - 体重別 3位
  - 世界選手権 3位

（出典、JudoInside.com）

## 有力選手との対戦成績
（2025年6月現在）
| 国籍                | 選手名                       | 内容   |
| ------------------- | ---------------------------- | ------ |
| 日本の旗            | 海老沼匡                     | 2勝    |
| 日本の旗            | 丸山城志郎                   | 7勝4敗 |
| 日本の旗            | 橋口祐葵                     | 3勝2敗 |
| 日本の旗            | 髙市賢悟                     | 1勝2敗 |
| イタリアの旗        | マヌエル・ロンバルド         | 1勝1敗 |
| ウクライナの旗      | ゲオルグリー・ザンタラヤ     | 3勝    |
| ジョージア (国)の旗 | バジャ・マルグベラシビリ     | 4勝    |
| ロシアの旗          | ミハイル・プリャエフ         | 2勝    |
| 大韓民国の旗        | アン・バウル                 | 2勝    |
| モンゴルの旗        | ダワードルジ・トゥムルフレグ | 1勝2敗 |
| モンゴルの旗        | ドフドン・アルタンスフ       | 1勝1敗 |

（参考資料：ベースボールマガジン社発行の近代柔道バックナンバー、JudoInside.com等）

## 受賞歴
- 兵庫県「誉」賞（2021年）[162]
- 紫綬褒章（2021年）[163][164]
- 紫綬褒章飾版（2024年）[165]